# Spica
Com que Spica és un sistema binari, les barres que hi ha a la taula són per les dades de les dues estrelles.
Spica (Alfa de la Verge / α Virginis) és l'objecte més brillant de la constel·lació de la Verge (Virgo) i un dels 20 estels més brillants del cel nocturn. L'anàlisi de la seva paral·laxi mostra que es troba a 250 ± 10 anys llum del Sol. És una binària espectroscòpica i una variable el·lipsoidal rotatòria, un sistema en el qual els dos estels estan tan junts que tenen forma d'ou en comptes d'esfèrica, i que només poden ser separats per mitjà dels seus espectres electromagnètics. El sistema té un període de 4,0142 dies durant el qual té una variació de magnitud relativament petita, de +0,92 a +0,98. El primari és un gegant blau i un estel variable del tipus Beta Cephei.
Juntament amb Arcturus i Denebola o Regulus, segons la font, Spica forma part de l'asterisme del Triangle de Primavera i, per extensió, del Gran diamant juntament amb Cor Caroli.

## Història observacional
Es creu que Spica va ser l'estel que va donar a Hiparc de Nicea les dades per a descobrir la precessió dels equinoccis. A l'Antic Egipte, un temple a Menat situat a Tebes estava orientat aproximadament cap a Spica quan es va construir el 3200 aC i, amb el temps, la precessió ha causat un canvi lent però apreciable en l'orientació de Spica respecte del temple. Copèrnic també va fer moltes observacions de Spica amb el seu triquetrum per a les seves investigacions sobre la precessió.

## Observació

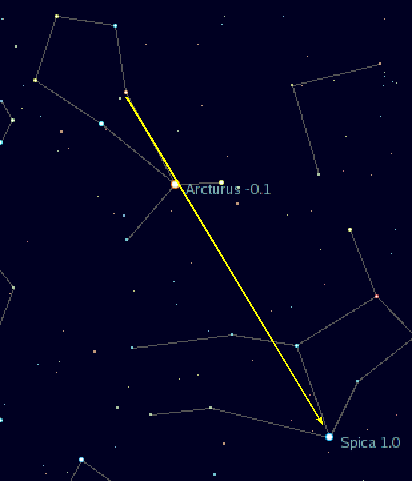
Com localitzar Spica

Spica se situa a 2,06 graus de l'eclíptica i pot ser ocultada tant per la Lluna com, de vegades, pels planetes. La darrera ocultació planetària de Spica tingué lloc quan Venus passà per davant seu (vist des de la Terra) el 10 de novembre de 1783. La següent ocultació serà el 2 de setembre de 2197, quan el mateix planeta tornarà a passar per davant de l'estel. El Sol transcorre a una mica més de 2° al nord de Spica al voltant del 16 d'octubre cada any, i l'ortus helíac té lloc unes dues setmanes després. Cada 8 anys, Venus passa prop de Spica al voltant de l'ortus helíac, com el 2009, quan passà a 3,5° nord de l'estel el 3 de novembre.
Una manera senzilla de trobar Spica és seguir l'arc del mànec del Carro Gran fins a Arcturus i després continuar la mateixa distància angular fins a Spica. Una regla mnemotècnica fàcil de recordar és «arc fins a Arcturus, i espiga fins a Spica».

## Nomenclatura
El nom Spica prové del llatí spīca virginis, 'l'espiga [de blat] de la verge'. Johann Bayer cità el nom Arista. Altres noms tradicionals són Azimech, de l'àrab السماك الأعزل al-simāk al-ʼaʽzal 'el simāk desarmat' (significat desconegut); Alarph, també de l'àrab 'aquell qui cull raïm', i Sumbalet (Sombalet, Sembalet i variants), de l'àrab سنبلة sunbulah, 'espiga'.

## Propietats físiques
Spica és una estrella binària propera els components de la qual giren entre si cada quatre dies. Es mantenen prou a prop junts perquè no es puguin resoldre com dues estrelles a través d'un telescopi. Els canvis en el moviment orbital d'aquest parell donen lloc a un desplaçament Doppler a les línies d'absorció dels seus respectius espectres, convertint-los en un binari espectroscòpic de doble línia. Inicialment, els paràmetres orbitals d'aquest sistema es van inferir mitjançant mesures espectroscòpiques. Entre 1966 i 1970, es va utilitzar l'Interferòmetre d'intensitat estel·lar Narrabri per observar el parell i per mesurar directament les característiques orbitals i el diàmetre angular del primari, que es va trobar que era (0,90 ± 0,04) × 10−3 segons d'arc, i la mida angular del semieix major de l'òrbita es va trobar que només era una mica més gran a (1,54 ± 0,05) × 10−3 segons d'arc.
Spica és una variable el·lipsoidal giratòria, que és un sistema estel·lar binari proper no eclipsant on les estrelles es distorsionen mútuament per la seva interacció gravitatòria. Aquest efecte fa que la magnitud aparent del sistema estel·lar variï en 0,03 durant un interval que coincideix amb el període orbital. Aquest lleuger descens de magnitud amb prou feines es nota visualment. Les dues estrelles giren més ràpidament que el seu període orbital mutu. Aquesta manca de sincronització i l'alta el·lipticitat de la seva òrbita poden indicar que es tracta d'un sistema estel·lar jove. Amb el temps, la interacció de marea mútua de la parella pot conduir a la sincronització rotacional i la circularització de l'òrbita.

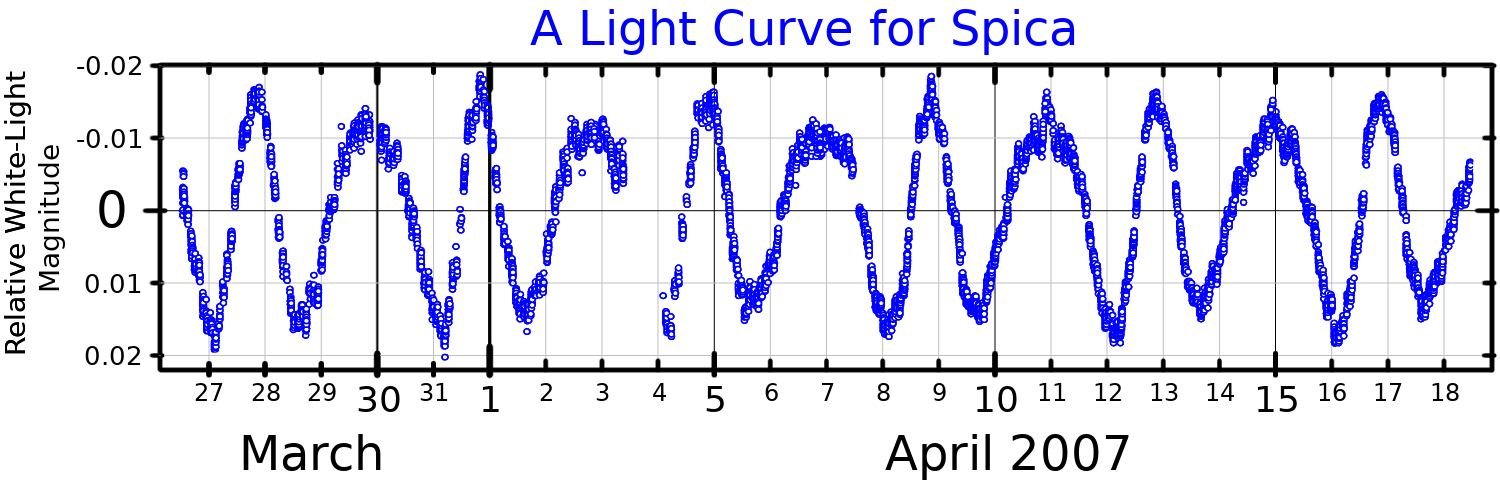
Una corba de llum per a Spica, adaptada de Tkachenko et al. (2016)

Spica és una variable polarimètrica, que es va descobrir per primera vegada el 2016. La major part del senyal polarimètric és el resultat de la reflexió de la llum d'una estrella sobre l'altra (i viceversa). Les dues estrelles a Spica van ser les primeres a tenir la seva reflectivitat (o albedo geomètric) mesurada. Els albedos geomètrics d'Spica A i B són, respectivament, del 3,61 per cent i l'1,36 per cent, valors que són baixos en comparació amb els planetes.
La classificació espectral MK d'Spica es considera típicament una estrella primerenca de seqüència principal de tipus B. Els tipus espectrals individuals dels dos components són difícils d'assignar amb precisió, especialment per als secundaris a causa de l'efecte Struve–Sahade. El Catàleg d'estels brillants va derivar una classe espectral de B1 III-IV per a la primària i B2V per a la secundària, però estudis posteriors han donat valors diferents.
L'estrella primària té una classificació estel·lar de B1 III–IV. La classe de lluminositat coincideix amb l'espectre d'una estrella que es troba a mig camí entre una subgegant i una estrella gegant, i ja no és una estrella de seqüència principal. S'ha calculat que l'etapa evolutiva està a prop o una mica més enllà del final de la fase de la seqüència principal. Aquesta és una estrella massiva amb més de 10 vegades la massa del Sol i set vegades el seu radi. La lluminositat bolomètrica de la primària és aproximadament 20.500 vegades la del Sol, i nou vegades la lluminositat del seu acompanyant. La primària és una de les estrelles més properes al Sol que té prou massa per acabar amb la seva vida en una explosió de supernova de tipus II. Tanmateix, com que Spica ha deixat recentment la seqüència principal, és probable que aquest esdeveniment no es produeixi durant diversos milions d'anys més.
La primària es classifica com una estrella variable Beta Cephei que varia en brillantor durant un període de 0,1738 dies. L'espectre mostra una variació de la velocitat radial amb el mateix període, cosa que indica que la superfície de l'estrella pulsa regularment cap a l'exterior i després es contrau. Aquesta estrella gira ràpidament, amb una velocitat de rotació de 199 km/s al llarg de l'equador.
El membre secundari d'aquest sistema és una de les poques estrelles l'espectre de les quals es veu afectat per l'efecte Struve-Sahade. Aquest és un canvi anòmal en la força de les línies espectrals al llarg d'una òrbita, on les línies es fan més febles a mesura que l'estrella s'allunya de l'observador. Pot ser causat per un fort vent estel·lar del primari que dispersa la llum del secundari quan s'està allunyant. Aquesta estrella és més petita que la primària, amb unes 7 vegades la massa del Sol i 3,6 vegades el radi del Sol. La seva classificació estel·lar és B2 V, la qual cosa la converteix en una estrella de seqüència principal.